# Chrysoprasis para
Chrysoprasis para là một loài bọ cánh cứng trong họ Cerambycidae.